# 阿尔瓦罗·德·门达尼亚
阿尔瓦罗·德·门达尼亚-内拉（西班牙語：Álvaro de Mendaña y Neira；或Neyra；1542年10月1日—1595年10月18日）是一名西班牙航海家，是秘鲁总督洛佩·加西亚·德·卡斯特罗（Lope García de Castro）的外甥，以1567年和1595年从秘鲁两次横穿太平洋的航行为后人铭记，馬克薩斯群島、库克群岛和所罗门群岛是他发现的。

## 生平
關於他早年的很多事情，人們都知道。他以阿爾瓦羅·羅德里格斯·德·門達尼亞·內拉（Álvaro Rodríguez de Mendaña y Neyra）的名字啟程前往秘魯，有時也被稱為門達尼亞-卡斯楚（Mendaña y Castro）。在他那個時代，他被認為是加利西亞人，可能來自内拉。
他的父親埃爾南·羅德里格斯（Hernán Rodríguez）來自門達尼亞（Mendaña）家族，母親伊莎貝爾·德·內拉（Isabel de Neyra）來自卡斯楚（Castro）家族，是秘魯總督洛佩·加西亞·德·卡斯楚（Lope García de Castro）的妹妹。他被任命為利馬皇家宮廷院長。

## 第一次航行
西班牙人從克丘亞人那裡得知了一個傳說，說西邊有一個充滿黃金的島嶼。人們立即將這些島嶼與所羅門王的金礦所在的俄斐之地進行比較。由於秘魯總督職位空缺，議會主席洛佩·加西亞·德·卡斯楚擔任了總督的職位，並將遠征的指揮權委託給了他的姪子門達尼亞，這違背了自稱秘魯總督的佩德羅·薩米恩托·德·甘博阿的願望。
這次探險的船隻是皇家號和諸聖號，排水量分別為300噸和200噸。船長是佩德羅·薩米恩托·德·甘博亞和佩德羅·德·奧爾特加·瓦倫西亞以及埃爾南·加列戈。船員由大約150名男子組成，包括水手、士兵、四名方濟會修道士、大約二十名奴隸和幾名西班牙婦女，其中包括門達尼亞的妻子伊莎貝爾·巴雷托。這次探險的目的是尋找所謂的未知之地，探索其資源並考察殖民的可能性。門達尼亞奉命在那裡建立一個據點。
探險隊於1567年11月20日離開利馬港埃爾卡亞俄（El Callao）。於5月25日抵達並返回聖伊莎貝爾。他們在聖伊莎貝爾島、瓜達爾卡納爾島和聖克里斯托巴島（馬基拉）停留了六個月，並探索了大約二十個島嶼。雖然他們沒有找到黃金，但索羅門群島的名字已經傳播開來。他們回程是沿著馬尼拉大帆船前往阿卡普爾科的航線，途經聖法蘭西斯科島（威克島）。

## 第二次航行
他在第二次航行时，在所罗门群岛建立殖民地，但疟疾横行，他也在殖民地去世，他的船员们放弃了殖民地逃往马尼拉。此次378人的船队中仅有100人存活，在抵达马尼拉之后，又有10人去世。